# Frank's Place
Frank's Place è una serie televisiva statunitense in 22 episodi trasmessi per la prima volta nel corso di una sola stagione dal 1987 al 1988.
È una serie del genere commedia con risvolti drammatici (diversi episodi trattano tematiche serie quali il suicidio e la droga) incentrata sulle vicende di Frank Parrish (Tim Reid), un benestante afro-americano professore alla Brown University di Rhode Island, che eredita dal padre un ristorante nella Louisiana, Chez Louisiane, e si trasferisce a New Orleans.

## Personaggi e interpreti
- Frank Parrish (22 episodi, 1987-1988), interpretato da Tim Reid.
- Bubba 'Si' Weisberger (22 episodi, 1987-1988), interpretato da Robert Harper.
- Hanna Griffin (22 episodi, 1987-1988), interpretata da Daphne Reid.
- Anna-May (22 episodi, 1987-1988), interpretata da Francesca P. Roberts.
- Miss Marie (22 episodi, 1987-1988), interpretata da Frances E. Williams.
- Bertha Griffin-Lamour (22 episodi, 1987-1988), interpretata da Virginia Capers.
- Big Arthur (22 episodi, 1987-1988), interpretato da Tony Burton.
- Tiger Shepin (22 episodi, 1987-1988), interpretato da Charles Lampkin.
- Reverend Deal (22 episodi, 1987-1988), interpretato da Lincoln Kilpatrick.
- Cool Charles (22 episodi, 1987-1988), interpretato da William Thomas Jr..
- Shorty (22 episodi, 1987-1988), interpretato da Don Yesso.
- Grand Driver (2 episodi, 1987-1988), interpretato da Jay Brooks.
- Tyrone (2 episodi, 1987), interpretato da Duane Davis.
- Sly (2 episodi, 1987), interpretato da Billy Kane.
- Homer (2 episodi, 1987), interpretato da Phill Lewis.

## Produzione
La serie, ideata da Hugh Wilson, fu prodotta da Viacom Productions Le musiche furono composte da Louis Alter, Eddie DeLange e Richard Kosinski (tema: Do You Know What It Means to Miss New Orleans? di Louis Armstrong). A differenza delle sitcom dell'epoca, Frank's Place fu girata con una sola telecamera e senza risate registrate.

### Registi
Tra i registi della serie sono accreditati:
- Hugh Wilson (7 episodi, 1987-1988)
- Richard Dubin (3 episodi, 1987-1988)
- Max Tash (3 episodi, 1987-1988)
- Neema Barnette (2 episodi, 1987)
- Stan Lathan (2 episodi, 1987)

## Distribuzione
La serie fu trasmessa negli Stati Uniti dal 1987 al 1988 sulla rete televisiva CBS. In Italia è stata trasmessa con il titolo Frank's Place.
Alcune delle uscite internazionali sono state:
- negli Stati Uniti il 14 settembre 1987 (Frank's Place)
- in Spagna (El local de Frank)
- in Italia (Frank's Place)

## Episodi
| Stagione       | Episodi | Prima TV USA |
| -------------- | ------- | ------------ |
| Prima stagione | 22      | 1987-1988    |